# Accident ferroviaire du tunnel de Mornay
L'accident ferroviaire du tunnel de Mornay a lieu le 30 mai 1922, dans cet ouvrage situé sur la ligne de Bourg-en-Bresse à Bellegarde du réseau du PLM. Il n'a pas produit de dégâts matériels spectaculaires, mais a frappé l'opinion à la fois par ses circonstances inhabituelles et son lourd bilan humain : dans une galerie à l'aération notoirement défectueuse, un train de voyageurs a heurté à faible vitesse un train de marchandises à l'arrêt depuis plus de deux heures, après que tous ses occupants eurent été asphyxiés par les fumées délétères en s'acharnant à redémarrer leur convoi tombé en détresse.

## Les lieux du drame
La ligne de Bourg-en-Bresse à Bellegarde, construite par la Compagnie des Dombes a été mise en service en 1882, et reprise en 1883 par le PLM. Sur ses soixante cinq kilomètres, elle traverse d'ouest en est le massif du Jura en jouant avec les hauteurs du Revermont et du Haut-Bugey par un tracé tourmenté au profil difficile ponctué de nombreux ouvrages d'art.
Ainsi, après le viaduc et la gare de Cize-Bolozon, elle s'élève en accotement le long de la vallée de l'Ain, puis passe sous la montagne de Berthiand, par une succession de trois tunnels enchaînant courbes et contre-courbes en rampe de 24 à 27‰, le premier (dit Bolozon 1) de 198 mètres de long, le second (dit Bolozon 2) de  811 mètres, puis, après 940 mètres à l'air libre, le troisième, le plus long, de 2 569 mètres, en ligne droite mais en dos d'âne, avec une forte rampe de 24‰ à 27 ‰ sur 1 600 mètres, un palier d'environ 500 mètres, puis une légère pente jusqu'à sa sortie. Cet ouvrage, débouchant sur la gare de Nurieux, hameau de la commune de Mornay, du fait de sa localisation, est dit indifféremment tunnel de Mornay, de Nurieux, ou de Berthian(d) selon les sources.
C'est dans ce dernier tunnel qu'eut lieu le mardi 30 mai 1922 une terrible tragédie dont on ne découvrit l'ampleur que plusieurs heures après, à l'occasion d'un accident lui-même relativement bénin.

## Une tragédie en deux actes

### La panne d'un train de marchandises
Le mardi 30 mai, le train de marchandises facultatif n° 8957 était parti de Bourg à 14 h 37.
Il était formé de 22 wagons, pour un poids de 326 tonnes, et tiré par la locomotive n° 2015, de type 030, dit Bourbonnais sous la conduite du chauffeur Raffin assisté de l'aide-mécanicien Dupuis, du dépôt de Bourg. Compte tenu de sa charge, une machine de renfort puissante, la n° 4278, de type 140, dit  Consolidation, à surchauffe, conduite par le mécanicien Barrois et le chauffeur Crépiat, du dépôt d'Ambérieux, assurait la pousse non attelée en queue.
À 18 heures 05, il quittait la gare de Cize - Bolozon pour entamer la montée de huit kilomètres qui, par les trois tunnels, mène à celle de Nurieux. Cependant, à 19 heures, il ne l'avait toujours pas atteinte, et après échange de dépêches télégraphiques entre les chefs des deux gares, celui de Nurieux, afin d'obtenir des informations sur la position du convoi et les raisons de son retard, dépêcha à 19 heures 10 vers Cize-Bolozon un de ses agents, le poseur de voie Churlet. Celui-ci pénétra dans le tunnel, s'enfonça d'environ huit cents mètres dans la galerie enfumée, et découvrit le train arrêté et les corps inertes de ses occupants. Il rebroussa alors chemin, mais, incommodé par les gaz toxiques, s'effondra victime d'un malaise. C'est le facteur mixte Quinson, envoyé à sa recherche une heure après son départ, qui le releva à demi-asphyxié près de la sortie et parvint à le ramener à la gare, avant de repartir à son tour sur les lieux du drame.

### Le tamponnement par un train de voyageurs
Entretemps, le train omnibus de voyageurs n° 1949, occupé par plus d'une centaine de passagers, était parti de Bourg pour Bellegarde à 19h40, avec dix minutes de retard sur son horaire normal. Il était tiré par deux machines type 230, dit ten weel, la n°3441 (mécanicien Mathieu, chauffeur Béraud) et la n°3626 (mécanicien Lacroix, chauffeur Curtil) placée en tête. À la gare de Cize-Bolozon, qu'il avait quittée à 20 heures 42, on avait indiqué à ses mécaniciens que le train qui les précédait sur la voie unique n'avait toujours pas atteint Nurieux, et qu'il était probablement en panne. Ils avaient donc pour consigne, au cas où le disque avancé de cette gare, situé environ cinq cents mètres avant l'entrée du tunnel de Mornay serait encore fermé, d'adopter une marche à vue prudente pour rejoindre le convoi et, au besoin, le pousser.
Cependant, contre toute attente, au passage du signal, celui-ci était ouvert, et pensant que la voie avait enfin été libérée, les machinistes du 1949 pénétrèrent dans le tunnel à la vitesse d'environ 40km/h. C'est vers le milieu de la galerie, vers 20 heures 50, au km 31,4, qu'à travers une épaisse fumée, l'équipe de la locomotive de tête discerna tardivement la queue du train à l'arrêt. Malgré un freinage d'urgence, le choc ne put être évité, mais survint à faible vitesse et provoqua seulement des dégâts matériels limités et des contusions légères parmi les occupants de l'omnibus.
Les agents du train et un de ses voyageurs, Albert Bernard, sous-préfet de Nantua, parvinrent à enrayer un début de panique des passagers et à les convaincre d'attendre en se calfeutrant dans les voitures, portières et fenêtres fermées.
Remontant le souterrain à la recherche de leurs collègues, les cheminots du train tamponneur prirent la mesure de la tragédie survenue quelque temps auparavant, lorsqu'ils découvrirent, gisant inanimés au sol ou sur le train, successivement, le mécanicien et le chauffeur de la machine de pousse, le conducteur du fourgon de queue, celui du fourgon de tête, le mécanicien et le chauffeur de la machine de tête, et enfin les deux serre-freins, qui, descendus de leurs vigies, avaient parcouru quelques dizaines de mètres vers la sortie avant de s'effondrer. Rejoints par le facteur mixte Quinson, redescendu de Nurieux, ils organisèrent alors l'évacuation des voyageurs à pied jusqu'à la gare.

## Des circonstances et des causes restées floues
Des huit agents du train de marchandises, un seul put être ranimé. Les corps de ses sept collègues furent déposés dans la salle d'attente de Nurieux, transformée en chapelle ardente où ils furent couverts de fleurs. Après un séjour à l'hôpital et des premières déclarations témoignant des séquelles de l'asphyxie sur sa mémoire, le survivant, Maurice Barrois, mécanicien de la locomotive de renfort, put finalement donner des indications permettant de reconstituer au moins grosso modo la première phase de l'accident. Toutefois, les explications données sur les circonstances et les causes du drame laissèrent subsister de nombreuses interrogations.

### La détresse du premier train
Lors du dégagement des deux trains accidentés, on constata que deux wagons de marchandises étaient sortis des rails.
Certains organes de presse crurent pouvoir trouver dans cette anomalie la cause de l'arrêt du convoi, mais cette explication était peu plausible, car en cas de déraillement, les cheminots ne se seraient sans doute pas évertués aussi longtemps à tenter de le faire repartir, et l'auraient quitté pour chercher du secours. Et surtout, le témoignage de l'unique survivant et les expertises effectuées sur le matériel donnaient plutôt à penser que la détresse du train était seulement due à l'incapacité des deux machines à hisser leur lourde charge jusqu'au terme de la rampe.
En effet, vers 19 heures, le convoi s'était arrêté, environ cent cinquante mètres avant le sommet. La locomotive de tête, en mauvais état d'entretien, après avoir peiné sur sept kilomètres de pente, n'avait plus dans sa chaudière qu'une pression de 3kg/cm2, alors que la norme de bon fonctionnement des engins de l'époque était d'au moins 12 kg/cm2. Or, celle de queue ne pouvait utiliser toute sa puissance pour lui apporter l'aide nécessaire car, comme l'indique la bande enregistreuse de son compteur, elle avait dès l'entrée dans le tunnel, commencé à patiner sur le rail rendu glissant par l'humidité et les fumées.
Puisqu'elle n'était pas attelée, il n'est pas impossible que ses efforts pour pousser le convoi aient causé de brutales secousses, entraînant le déraillement de certains wagons. Cette hypothèse fut envisagée à la Chambre par le député René Nicod, sans toutefois que les investigations opérées dans le cadre de l'enquête permettent de la confirmer avec certitude.
Aussi n'était-il pas non plus à exclure que la sortie des rails ait été provoquée beaucoup plus tard, par le tamponnement.
Quoi qu'il en soit, il s'avéra qu'après l'arrêt de leur train, les huit cheminots, et spécialement les quatre mécaniciens et chauffeurs, luttèrent durant au moins une vingtaine de minutes dans l'atmosphère surchauffée et irrespirable du tunnel pour le faire repartir, jusqu'à la fusion des plombs de sécurité de la chaudière de la machine de tête. Ils finirent cependant par s'effondrer, victimes de la concentration mortelle en monoxyde et dioxyde de carbone résultant à la fois des fumées des deux locomotives et de la réaction chimique produite par l'extinction brutale du foyer de celle de tête par les jets de vapeur  après la fusion des plombs.

### La venue du second train
En principe, le disque avancé situé à 3 500 mètres de la gare de Nurieux, mu par un dispositif électro-mécanique, aurait dû être automatiquement fermé par le passage du train de marchandises et le rester tant que celui-ci n'était pas parvenu à cette gare. Or, il avait incontestablement été trouvé ouvert par les mécaniciens du train de voyageurs, qui poursuivirent donc leur route.
La position anormale de ce signal aurait pu résulter d'une erreur humaine, puisque les agents de la gare de Nurieux avaient la possibilité de l'ouvrir à distance. Toutefois, ils niaient avoir exécuté cette manœuvre, faisant valoir pour preuve que le répétiteur placé sur leur armoire de contrôle était toujours demeuré au rouge. Finalement, la télécommande du disque ayant lieu au moyen d'une ligne électrique extérieure de 12 kilomètres escaladant la montagne à travers la forêt, on incrimina un probable court-circuit, hypothèse d'autant plus plausible que de tels incidents avaient été déjà fréquemment observés.
Même si le disque avait été fermé, le train de voyageurs était de toute façon autorisé à le franchir, mais à marche prudente, et cette précaution lui aurait alors permis de s'arrêter à temps pour éviter la collision si, comme l'exigeaient les règlements, le convoi à l'arrêt avait été couvert. Cette tâche incombait au conducteur de son fourgon de queue, Jules Poncet, qui aurait dû partir à pied en arrière pour placer la signalisation adéquate, mais ne l'avait manifestement pas fait.
On se perdit en conjectures pour expliquer ce manquement aux règles de sécurité. Selon l'opinion la plus couramment répandue, les agents du train n'avaient pas jugé utile de le couvrir, sachant qu'un intervalle d'au moins deux heures le séparait du suivant. Selon une autre thèse, exposée à la Chambre par le député René Nicod, le conducteur Poncet, retrouvé asphyxié dans son fourgon de queue, n'aurait pas été en mesure d'accomplir son obligation, après avoir été assommé en heurtant une cloison sous l'effet des chocs produits par la machine de pousse. Cette explication pouvait se réclamer de précédents identiques, mais ne fut pas confirmée, faute d'autopsie du corps de la victime.

## Les suites

### Témoignages de solidarité aux victimes
Les conditions révoltantes dans lesquelles les sept victimes avaient trouvé la mort suscitèrent l'émotion générale, que reflétaient bien les formules du journal Le Petit Parisien, évoquant « l'atroce agonie des sept cheminots tombés, victimes de leur devoir, auprès de leur convoi, comme des soldats à leur poste de combat ».
Des obsèques solennelles eurent lieu à Bourg le 2 juin pour quatre d'entre eux, en présence d'une foule considérable comprenant de nombreux cheminots venus en cortège. Assistaient également à la cérémonie le préfet de l'Ain Alfred Gondoin, Maurice Margot, directeur général de la compagnie, Charles-Gilles Cardin, ingénieur des Ponts-et-Chaussées représentant le ministre des travaux publics Yves Le Trocquer, et Jean-Jules Belley, maire de Bourg. Après les discours des autorités officielles, un délégué syndical de Chambéry  prit la parole pour rendre hommage aux « sept camarades de Bourg et d'Ambérieu tombés à leur poste de combat dans la lutte de plus en plus âpre pour l'existence ».
Une cérémonie fut organisée à Ambérieu pour deux autres victimes, en présence de 1 800 cheminots, avec cadres du PLM et discours d'un syndicaliste révoqué, qui déclara « Souvenez-vous, veuves, et rappelez à vos bambins que vos maris et pères ne sont pas des victimes du devoir, mais les victimes de l'incurie administrative, représentée ici par ses grands chefs, et du gouvernement, dont je constate l'absence en cette tragique cérémonie(...) ».
Aux indemnités versées sous forme de rente et de pensions en application de la loi sur du 9 avril 1898 sur l'indemnisation des accidents du travail, s'ajoutèrent, pour les familles des victimes, des secours de 20 000 francs attribués par le PLM et de 5 000 francs par la Caisse des victimes du devoir.

### Réactions parlementaires
De manière prémonitoire, six mois plus tôt, à la Chambre, à l'occasion d'interpellations sur les catastrophes des Échets et du tunnel des Batignolles, André Fribourg, député de l'Ain, avait déjà averti les pouvoirs publics des risques du tunnel, et demandé que des précautions supplémentaires soient imposées au PLM.
Après l'accident, il déposa une nouvelle demande d'interpellation à la Chambre à laquelle s'associèrent un autre député de l'Ain, René Nicod, et Adolphe Girod, député du Doubs. Au Sénat Eugène Chanal et Alexandre Bérard, élus de l'Ain, lancèrent la même procédure. Le ministre obtint cependant des deux assemblées l'ajournement de la discussion dans l'attente des résultats de l'enquête.
Les interpellations restèrent sans suite au Sénat, mais à la Chambre, de longues et intéressantes discussions eurent lieu le 11 décembre 1922, dans le prolongement de celles sur la catastrophe de Villecomtal, lorsque le député communiste René Nicod, combinant sources judiciaires et syndicales, fit une analyse détaillée de l'accident, de ses causes, et des enseignements à en tirer.

### Attaques contre le PLM
Pressée par le Conseil général de l'Ain de terminer au plus vite la ligne d'intérêt local de Bourg à Bellegarde, la compagnie des Dombes avait en outre été en butte à des difficultés techniques imprévues pour le percement du tunnel de Berthian. Elle avait donc construit cet ouvrage à l'économie, avec un gabarit réduit aux strictes dimensions du matériel des réseaux secondaires de l'époque, alors que compte tenu de sa grande longueur et de son profil en dos d'âne, une section moins étroite aurait été d'autant plus nécessaire à sa ventilation que l'intégration de la ligne dans le réseau d'intérêt général et sa reprise par le PLM en 1884 en avaient augmenté le trafic. Aussi, faute de pouvoir être évacuées, les fumées stagnaient dans ce long boyau coudé, y entretenant en permanence une atmosphère humide et délétère incommodant cheminots et voyageurs. Déjà, le 22 janvier 1898, était survenu un « singulier accident » au cours duquel le contrôleur d'un train de voyageurs dont le signal d'alarme avait été tiré était mort après être descendu sur la voie.
Pour les trains de marchandises, la montée souterraine vers Nurieux, qui pouvait exiger jusqu'à une vingtaine de minutes, soumettait à une terrible épreuve les équipes de conduite, asphyxiées par les fumées nocives et soumises dans leur cabine à des températures dépassant couramment les 60°.
Les dangers causés par le gabarit insuffisant de la galerie croissaient au fil des années avec l'augmentation de la taille du matériel roulant, réduisant, lors du passage des trains, le volume disponible pour l'expansion des fumées, alors même que celles-ci augmentaient avec la mise en service de locomotives toujours plus puissantes.
Ces inconvénients avaient déjà donné lieu à de multiples incidents relatés dans des notes de service, et étaient bien connus du PLM, qui, sommé d'y remédier par les autorités du contrôle, s'était borné à doter mécaniciens et chauffeurs empruntant le tunnel de «masques respiratoires» rudimentaires consistant en éponges imbibées d'eau qu'ils devaient maintenir appliquées sur leur visage. On ne manqua pas de rappeler qu'un peu plus d'un an auparavant, il avait préféré ne pas faire emprunter la ligne au train du président de la République se rendant à Bellegarde, en le détournant par Ambérieu et Culoz.
La compagnie avait, le lendemain du drame, publié ce communiqué : « Les conditions défectueuses d'aération du souterrain sont connues depuis longtemps. Des précautions spéciales sont prises pour faciliter aux trains la traversée du tunnel et pour éviter le plus possible au personnel le danger d'asphyxie », et la presse de gauche, lui imputant l'entière responsabilité du drame, se déchaina contre elle, en s'indignant de sa désinvolture, alors que la catastrophe « était prévue depuis plus de vingt ans ».
Le Populaire, sans attendre les résultats de l'enquête, affirmait : « nous pouvons, d'ores et déjà, apercevoir la lourde responsabilité qui pèse sur la Compagnie. Celle-ci, par sa négligence criminelle, continue à provoquer des accidents, dont la liste tragique s'allonge chaque jour ».
L'Humanité titrait « La criminelle incurie du PLM détermine sept morts », en publiant une déclaration de Pierre Sémard, secrétaire de la Fédération des cheminots affirmant que les dangers du tunnel auraient pu être évités, notamment par les techniques d'aération adéquates. Le lendemain, elle évoquait « le crime capitaliste de Nantua », présentant les sept morts comme « assassinés » .
Les attaques les plus virulentes vinrent de la presse syndicale. Le Peuple, quotidien de la CGT, « au nom des familles des infortunés cheminots, victimes de l'incurie et de la rapacité capitalistes », demandait que « toutes les responsabilités soient nettement mises en lumière », exigeant « des poursuites immédiates et des sanctions sévères contre les auteurs de ce crime, si haut placés soient-ils ». La Tribune des Cheminots, organe bimensuel de la Fédération nationale des travailleurs des chemins de fer, sous le titre « Les responsabilités du PLM » se livra en termes véhéments à un réquisitoire circonstancié contre la compagnie en dénonçant une longue série de « négligences graves », avec entre autres « la farce des masques respiratoires », la surcharge des trains, l'insuffisant approvisionnement en eau des machines, la mauvaise qualité de leur charbon, et la pratique du renfort en pousse non attelée.

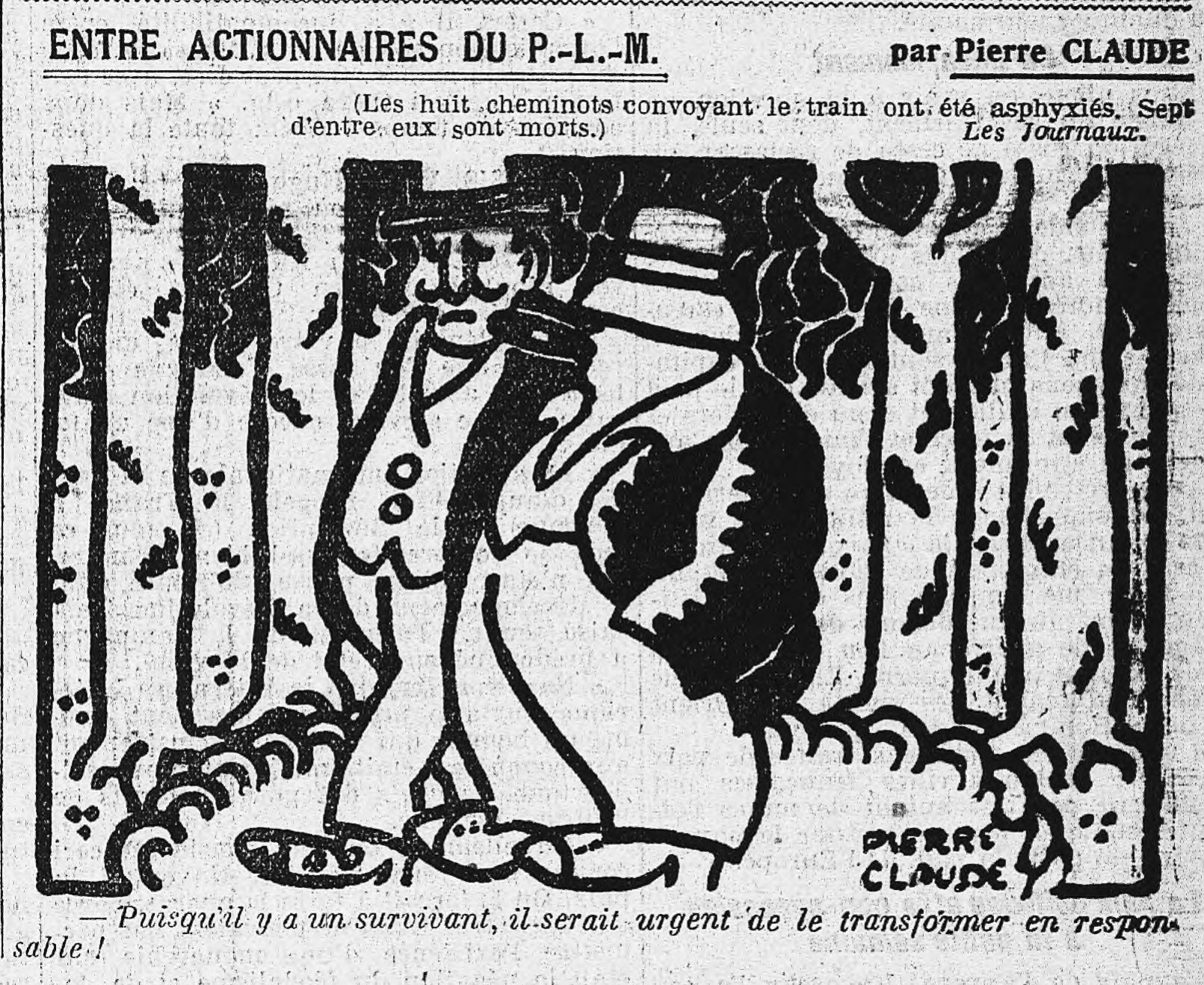
Caricature parue dans l'Humanité du 3 juin 1922 après l'accident du tunnel de Mornay (30 mai 1922)

### Non lieu judiciaire et mesures correctrices
Le lendemain du drame, le journal La Patrie écrivait : « Le grave accident survenu hier sous le tunnel de Berthian est-il imputable à un manque de précaution de la part du mécanicien ou à une inobservance des règlements édictés par la Compagnie du PLM ? C'est là un point qu'établira l'enquête ».
D'autres questions auraient cependant pu être posées, notamment celle de la responsabilité du PLM maintenant en exploitation un tunnel notoirement dangereux alors que son électrification ou sa ventilation forcée étaient possibles. Toutefois, l'instruction judiciaire, menée par le juge Martin, du tribunal de grande instance de Nantua, se limita d'emblée à une simple reconstitution technique des phases de l'événement, en réduisant la recherche d'éventuelles fautes aux seuls acteurs directs du drame, les cheminots des deux trains, et les chefs de gare de Cize-Bolozon et de Nurieux.
Le journal L'Humanité déclara la démarche du juge « hâtive, partiale et subjective », en y décelant « la maladroite intention du parquet de disculper les grands coupables ».
Après l'inculpation pour homicide par imprudence du chef de gare de Nurieux, à qui il était reproché à la fois d'avoir tardé à s'inquiéter du sort du train en détresse et d'être responsable de l'ouverture intempestive du signal avancé de la gare, la presse communiste s'indigna. Le député René Nicod, dans l'hebdomadaire L'Éclaireur de l'Ain écrivait: « Le Parquet de Nantua inculpe M. Pierre Pothain, chef de gare de Nurieux, en vertu de l'article 319 du code pénal : homicide par imprudence. On voudrait aussi inculper M. Bonfils, chef de gare de Cize-Bolozon. Il ne resterait plus qu'à arrêter le mécanicien Maurice Barrois, coupable de n'être pas mort..! Il y a des coupables, certes, mais ils sont plus haut placés ».
Après qu'à la Chambre, René Nicod eut rappelé cette inculpation, le ministre des travaux publics Yves Le Trocquer lui tint des propos apaisants en déclarant « l'enquête n'est pas close, et vous pouvez, sur ce point, me faire toute confiance », tout en précisant que l'enquête administrative avait « conclu à la mise en cause de personnalités qui ne sont certes pas des personnalités de second plan de la compagnie PLM ».
En définitive, par une sorte de compromis tacite, les poursuites contre les employés subalternes furent abandonnées, et aucun cadre de la compagnie ne fut inquiété. Le PLM avait en effet très vite engagé une étude pour l'établissement d'un système de ventilation forcée dans le tunnel et annoncé en novembre son intention d'y consacrer un crédit de trois millions de francs.
Un peu plus d'un an après la tragédie, une installation d'aération surplombant la sortie du tunnel côté Nurieux était mise en service.
Entretemps, le PLM avait, dès la reprise du trafic dans le tunnel, réduit par précaution le tonnage des trains de voyageurs de 25%, et celui des trains de marchandises de 50%, et le ministre, conformément à la pratique habituelle après les accidents ferroviaires, avait pris une nouvelle circulaire à visée correctrice.